# Joachim Johann Mader
Joachim Johann Mader (* 7. August 1626 in Hannover; † 17. August 1680 in Schöningen) war ein deutscher Pädagoge und Historiker.

## Leben
Mader kam 1646 an die Universität Helmstedt, an der er besonders unter dem Einfluss von Christoph Schrader stand. In Helmstedt erlangte er einen Bakkalaureusgrad. Auf Empfehlung Schraders kam er 1651 als Rektor an das erst 1638 gegründete Gymnasium in Schöningen. Dort wirkte er bis zu seinem Tod. Einen 1660 ergangenen Ruf als Rektor nach Magdeburg lehnte er ab.
Mader machte sich neben der Schule in Schöningen auch um die Bibliothek von Herzog August II. verdient. Der Herzog soll wohl auch gegen seine Wegberufung gewirkt haben.
Sein Nachlass mit Briefen und Auszügen aus mittelalterlichen Quellen, wird im Niedersächsischen Landesarchiv am Standort Wolfenbüttel aufbewahrt.

## Werke (Auswahl)
- Scriptorum insignium, qui in celeberrimis, praesertim Lipsiensi, Helmstedt 1660.
- Antiquitates Brunsvicenses, Helmstedt 1661.
- Chronicon Montis Sereni Sive Lauterbergense, Müller, Helmstedt 1665.
- De bibliothecis atque archivis virorum clarissimorum libelli, Helmstedt, 1666.